# Callechelys maculatus
Callechelys maculatus je paprskoploutvá ryba z čeledi hadařovití (Ophichthidae).
Druh byl popsán roku 1981 ichtyology Chu, Wu a Jinem.

## Popis a výskyt
Maximální délka ryby je 33,8 cm.
Tělo podlouhlé, zploštělé, bílé barvy s více než 10 příčnými černými pruhy. Je velmi podobný hadaři mramorovanému.
Byla nalezena ve vodách severozápadního Pacifiku: ostrov Pingtan, Čínská lidová republika. Obývá písčitá dna.